# Zytoskelett-abhängiger Transport
Der zytoskelett-abhängige Transport ist ein mechanistischer Prozess, bei dem zelluläre Komponenten, wie Organellen, Vesikel und Proteine, entlang der Strukturen des Zytoskeletts transportiert werden. Dieser Transport erfolgt hauptsächlich durch zwei Typen von Motorproteinen: Kinesin und Dynein, die entlang der Mikrotubuli bewegen. 
Kinesin transportiert in der Regel Moleküle in Richtung der Plus-Enden der Mikrotubuli, während Dynein den Transport in Richtung der Minus-Enden übernimmt. Der zytoskelett-abhängige Transport ist entscheidend für viele zelluläre Prozesse, einschließlich der Aufrechterhaltung der Zellstruktur, der Zellteilung und der intrazellulären Kommunikation. Störungen in diesem Transportmechanismus können zu verschiedenen Krankheiten führen, darunter neurodegenerative Erkrankungen und Krebs.